# 柯灵
柯靈（1909年2月15日—2000年6月19日），本名高季琳，男，浙江紹興人，出生於广东省廣州市，中國電影理論家、劇作家、評論家。

## 生平
柯灵原籍浙江绍兴斗门镇，生于广东广州。少年失學，自修走上文學道路。長期從事報刊編輯、電影、戲劇工作。1926年，在上海《婦女雜志》發表第一篇作品。1932年，參加左翼電影運動，為影評小組成員。1933年任明星影片公司宣傳主任，1937年後相繼主編《文匯報》、《大美報》、《正言報》副刊，1943年起担任中央书店《万象》杂志主编。此期間至解放前夕，寫作了電影劇本，改編了大量舞臺劇。
1949年以后，柯灵歷任上海法政學院新聞專修科教授，《文匯報》總編輯兼副社長，《萬象》、《周報》主編，文化部上海電影劇本創作所所長，上海電影藝術研究所所長，上海電影局顧問等職。

## 柯灵骨灰归属纠纷案
2007年8月27日，柯灵第三任妻子陈国容去世，遗产继承人、其外甥朱先生按其遗嘱要对两人骨灰一起撒入大海时，柯灵的9个子女出面阻拦，并于2008年8月向徐汇区人民法院起诉，要求安葬父亲的骨灰。同年判决柯灵的子女胜诉。
2010年2月，柯灵的骨灰葬于上海龙华革命烈士陵园。

## 柯灵旧居
1951－2000年，柯灵与陈国容夫妇一直住在上海市徐汇区复兴西路147号203室。

## 家庭
柯灵曾有三次婚姻。1949年以后，与前两位妻子离婚，与陈国容结婚。
柯灵与前两位妻子有9个子女。

## 柯灵与张爱玲
1943－1944年，張愛玲的小说《心经》、《琉璃瓦》、《连环套》在柯灵主编的《万象》杂志发表。1945年，柯灵曾被日本宪兵队逮捕，为胡兰成、张爱玲夫妇营救。據張愛玲的自傳小說《小團圓》指出，柯靈本來對她很好，而她們夫妻也曾在其被捕時营救他（胡蘭成提過這件事，柯靈承認是自己）。但在胡蘭成落難後張愛玲隨之變為「漢奸的女人」時，柯靈卻伺機於公車上對之性騷擾。
1982年，柯灵写《遥寄张爱玲》。

## 作品

### 小說集
- 《掠影集》
- 《望春草》
- 《長相思》
- 《柯靈文集》等

### 著作
- 《柯靈電影文存》等

### 劇作
- 1932《有夫之婦》
- 1939《武則天》
- 1941《亂世風光》
- 1942《娘子行》
- 1947《夜店》
- 1948《春城花落》
- 1950《腐蝕》
- 1956《為了和平》
- 1957《不夜城》
- 1959《春滿人間》
- 1961《魯迅傳》(合作)
- 1962《秋瑾傳》